# Bonnétage
Bonnétage – miejscowość i gmina we Francji, w regionie Burgundia-Franche-Comté, w departamencie Doubs.
Według danych na rok 1990 gminę zamieszkiwało 657 osób, a gęstość zaludnienia wynosiła 37 osób/km² (wśród 1786 gmin Franche-Comté Bonnétage plasuje się na 247. miejscu pod względem liczby ludności, natomiast pod względem powierzchni na miejscu 140.).